# Kungshuset, Lund

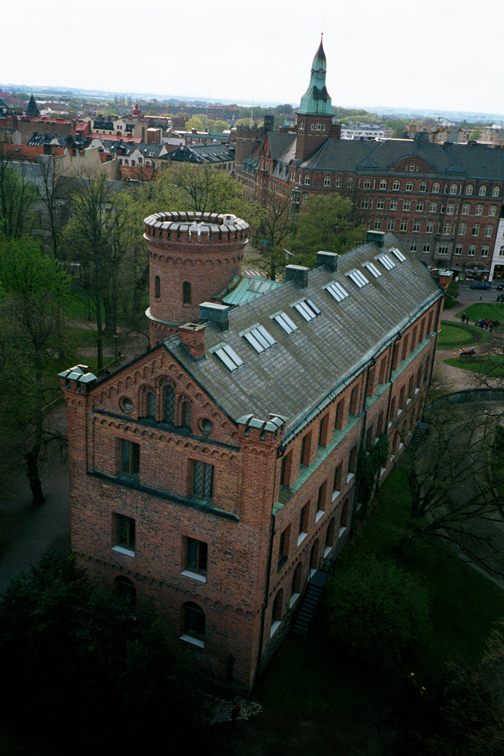
Kungshuset sett österifrån mot Lilla Gråbrödersgatan 2002

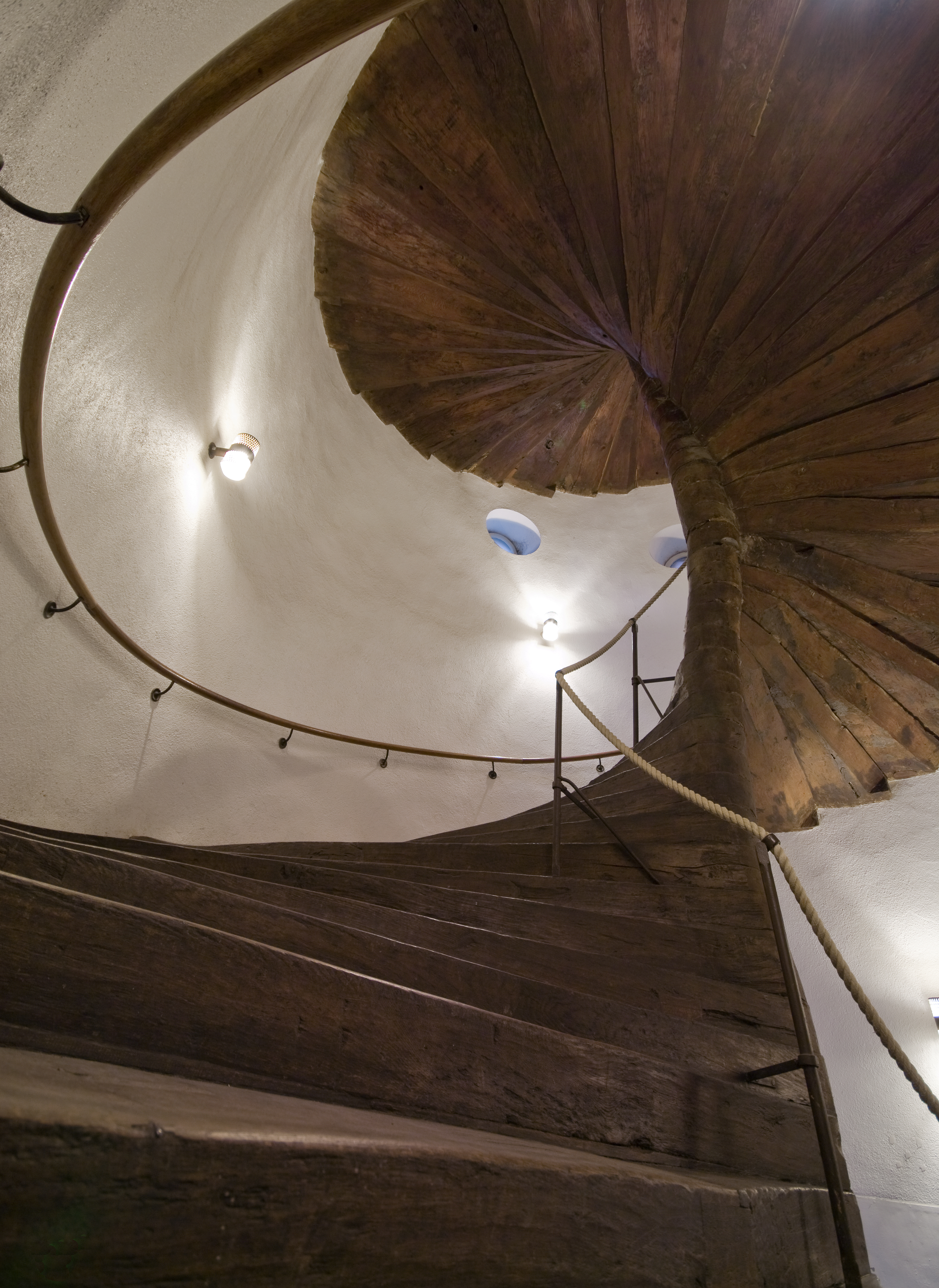
Interiör från trapphustornet. Trappstegen av ek har ytterändarna inmurade i trapphusväggen. Innerändarna är staplade på varann.

Kungshuset, även Lundagårdshuset eller Gamla akademien, är en byggnad i Lundagård i centrala Lund.
Huset byggdes 1578–1584, men hade då bara två våningar. Det tjänade ursprungligen som residens för danske kungens länsman. Vid besök i staden bodde danske kungen i regel i huset.
Under Gustaf Horns krig 1644-1645 blev huset svårt skadat och dessutom plundrat på allt som var av bly, vilket man gjorde ammunition av. 
Under en period på 1600-talet ägdes och beboddes huset av superintendenten (biskopen) Peder Winstrup, men indrogs 1688 genom Karl XI:s reduktion till kronan. Kort därefter överlämnades huset till Lunds universitet  och användes som universitetets huvudbyggnad fram till 1882, då den nuvarande huvudbyggnaden stod färdig. Universitetsbiblioteket blev dock kvar i huset till 1907, då den nya byggnaden vid Helgonabacken stod klar.
Kungshuset byggdes om av Carl Hårleman 1740–1749 och Carl Georg Brunius 1835-1839. Vid den senare ombyggnaden fick huset en tredje våning och ett betydligt ålderdomligare utseende än det haft tidigare. Under 1877–1879 genomfördes vissa förändringar i fasaden efter ritningar av Helgo Zettervall.
I äldre tid rymde huset bland annat ett astronomiskt observatorium i tornet samt en anatomisk teater. Under 1700-talet fanns universitetets  naturaliesamlingar, som grundats av  Stobaeus, i huset i västra gavelrummet på andra våningen. I modern tid har Filosofiska institutionen huserat i Kungshuset.
Enligt en myt skulle Karl XII ha ridit uppför trappan i husets torn till häst, men detta är falskt, eftersom trapptornet byggdes först efter Karl XII:s livstid.